# Ana María Machado
Para la escritora brasileña, véase Ana Maria Machado.

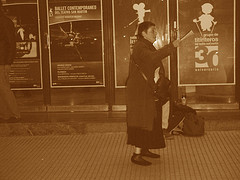
Ana María Machado

Ana María Machado es una poeta argentina, nacida en la provincia de Misiones, el 24 de abril de 1936 (89 años), aunque vivió casi toda su vida en Buenos Aires.
Vive en Buenos Aires desde los 2 años. Es conocida por vender sus libros directamente a los lectores en la Avenida Corrientes, frente al Teatro San Martín, y se ha convertido en un personaje definitorio de la ciudad. Conocida como la poetisa del san Martín, ha vendido más de 84.000 ejemplares de su segundo libro, Natividad, que aborda temas políticos como los desaparecidos en la dictadura argentina y la guerra de las Malvinas.

## Obras
- 1966 - Bagaje de Vivencias (Instituto Amigos del Libro Argentino)[4]
- 1995 - Natividad